# Kriegerdenkmal Stößen (Erster Weltkrieg)
Das Kriegerdenkmal Stößen des Ersten Weltkriegs ist ein denkmalgeschütztes Kriegerdenkmal in der Gemeinde Stößen in Sachsen-Anhalt. Im örtlichen Denkmalverzeichnis ist die Gedenkstätte unter der Erfassungsnummer 094 83794 als Baudenkmal verzeichnet.
Das Kriegerdenkmal des Ersten Weltkriegs steht am Markt der Gemeinde. Es handelt sich bei dem Kriegerdenkmal um eine Stele auf einem einstufigen Sockel, die zur Erinnerung an die Gefallenen des Ersten Weltkriegs errichtet wurde. Zu beiden Seiten der Stele steht jeweils eine aus Stein gefertigte Urne. Die Mitte der Stele wird von einem Relief in Form eines Eisernen Kreuzes verziert. In die Vorderseite wurde eine Gedenktafel eingelassen, diese enthält die Inschrift Unsern Helden 1914-1918 Sie gaben Ihr Leben sowie die Namen der Gefallenen.
Neben diesem Kriegerdenkmal befindet sich auch noch das Kriegerdenkmal für die Gefallenen des Deutsch-Französischen Kriegs am Markt.

## Quelle
- Kriegerdenkmal Stößen, abgerufen am 22. September 2017.